# 箸尾為憲
箸尾 為憲（はしお ためのり）は、室町時代後期の武将。大和国の国人。箸尾為征の長男。幼名は次郎。

## 略歴
正長2年（1429年）、豊田中坊と井戸氏との争いに端を発し大和永享の乱が発生した。箸尾氏は越智維通と共に豊田側に与して筒井氏に対抗した。室町幕府が派遣した軍勢とも交戦したが、永享11年（1439年）、維通が大覚寺門跡義昭と共に討たれ、乱は終息した。越智側として討たれた箸尾次郎左衛門は為憲と言われているが、叔父の為量と言う説もある。
死後、子の春代丸が継いだが、嘉吉3年（1443年）、為憲の弟・宗信が春代丸を殺害して惣領の地位を奪った。